# Железная дорога Олдерни

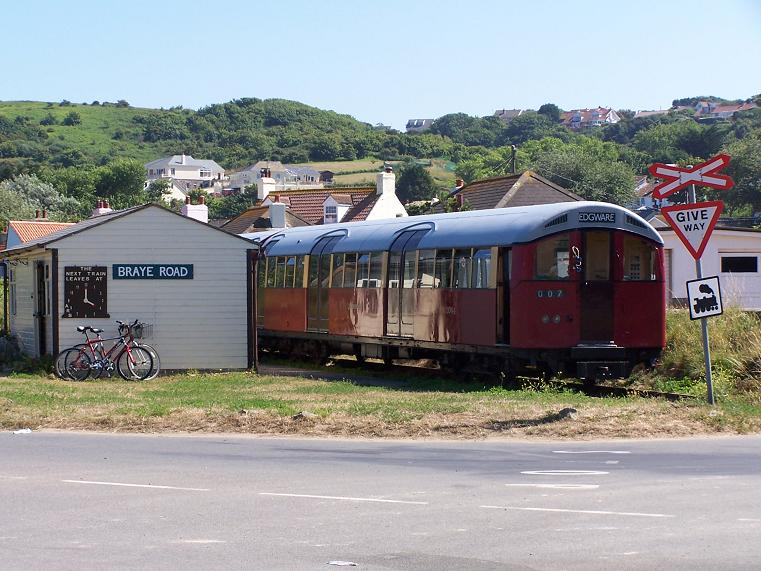
Вагоны лондонского метро на станции Braye Road

Железная дорога Олдерни (англ. Alderney Railway) — единственная сохранившаяся железная дорога Нормандских островов. Железная дорога была построена в 1847 году. В настоящее время дорога эксплуатируется волонтёрами и функционирует в музейном режиме. Дорога работает только летом по выходным и праздничным дням.

## История
Железная дорога была построена британским правительством для строительства волнолома и военных сооружений. Позднее дорога использовалась для перевозки продукции местных каменоломен. С 1980 года дорога перевозит пассажиров. Первоначально для тяги пассажирских поездов использовался паровоз, но из-за высокой стоимости эксплуатации его продали музею Pallot Steam Museum на Джерси, а взамен стали использовать дизельный мотовоз.

## Описание системы
Длина дороги — примерно 3 километра. Имеется две станции: Mannez Quarry и Braye Road.

## Подвижной состав
- Двухосный дизельный мотовоз D100 Elizabeth
- Шесть пассажирских вагонов Wickham
- Два вагона лондонского метрополитена образца 1959 года (№ 1044 и 1045)